# 한스 콘
한스 콘(Hans Kohn, 1891년 9월 15일 ~ 1971년 3월 16일)은 미국의 철학자이자 역사가였다. 그는 내셔널리즘의 학문적 연구를 개척했으며, 이 분야의 권위자로 인정받는다.

## 삶
콘은 당시 오스트리아-헝가리 제국의 일부였던 보헤미아 왕국의 프라하에서 독일어를 사용하는 유대인 가정에서 태어났다. 1909년 지역 독일 김나지움 (고등학교)를 졸업한 후, 그는 프라하의 카를 페르디난트 대학교(Charles-Ferdinand University) 독일어 학부에서 철학, 정치학, 법학을 공부했다.
졸업 직후인 1914년 말, 콘은 오스트리아-헝가리 육군 보병으로 징집되었다. 훈련을 마친 후 그는 러시아 제국 육군과 대치하는 카르파티아산맥의 제1차 세계 대전 동부 전선으로 파견되었다. 1915년에 그는 러시아군에게 붙잡혀 중앙아시아(현재의 투르크메니스탄)에 있는 포로 수용소로 끌려갔다. 볼셰비키 혁명 이후의 러시아 내전 동안 친서방 성향의 체코슬로바키아 군단이 중앙아시아로 들어왔고, 그는 풀려났다. 그들과 함께 그는 이르쿠츠크에 멈출 때까지 더 동쪽으로 여행했다(체코인들은 이를 "시베리아 아나바시스"라고 불렀다). 그 후 정치적 상황이 그가 유럽으로 돌아갈 수 있게 해주었고, 그는 1920년에 도착했다.
콘은 이후 파리 (프랑스)에 살면서 1921년 제티 발과 결혼했다.
부부는 런던으로 이주했고, 콘은 그곳에서 시오니스트 단체에서 일하며 신문 기사를 썼다. 그는 1925년에 팔레스타인 위임통치령으로 이주했다. 그곳에서 그는 자주 미국을 방문했다. 그의 글들은 책으로 출판되기 시작했고, 그는 현재의 지정학적 상황과 내셔널리즘에 대해 논했다. 1929년, 그는 케렌 하이예소드에 "유대교는 시오니즘이 아니다"라는 제목의 사직서를 썼다. 3개월 전 1929년 헤브론 학살 이후, 그는 다음과 같은 편지를 썼다.
 “저는 더 이상 시오니스트 기구 내에서 고위 관리로 남을 수 없다고 느낍니다... 우리는 무고한 희생자인 척합니다. 물론 아랍인들은 8월 [1929년]에 우리를 공격했습니다. 그들에게 군대가 없었기 때문에, 그들은 전쟁 규칙을 따를 수 없었습니다. 그들은 식민지 반란의 특징인 모든 야만적인 행위를 저질렀습니다. 그러나 우리는 이 반란의 더 깊은 원인을 살펴보아야 합니다. 우리는 팔레스타인에 12년 [영국 점령 시작 이래] 동안 있었지만, 원주민의 동의를 협상을 통해 얻으려는 진지한 시도를 단 한 번도 하지 않았습니다. 우리는 전적으로 대영제국의 군사력에 의존해왔습니다. 우리는 본질적으로 아랍인들과의 갈등을 초래할 수밖에 없는 목표를 세웠습니다... 12년 동안 우리는 아랍인들이 존재하지 않는 척했고, 그들의 존재를 상기시키지 않을 때 기뻐했습니다.”

결국 부부는 1934년 미국으로 이민을 갔다. 그들에게는 이마누엘 콘이라는 아들이 하나 있었다.
콘은 유대인과 팔레스타인인의 공존을 증진하기 위한 두 국가 해법을 지지했던 브릿 샬롬 (정치 조직)의 저명한 지도자였다.

## 경력
콘은 노샘프턴 (매사추세츠)의 스미스 칼리지에서 현대사를 가르쳤다. 1948년부터 1961년까지 그는 시티 칼리지 오브 뉴욕에서 가르쳤다. 그는 또한 뉴 스쿨 포 소셜 리서치와 하버드 대학교 하버드 서머 스쿨에서도 가르쳤다.
그는 내셔널리즘, 범슬라브주의, 독일 사상, 유대교에 관한 수많은 책을 썼다. 그는 필라델피아의 외교정책연구소(Foreign Policy Research Institute)의 초기 기여자였다.
1944년, 그는 서구와 동구 내셔널리즘의 이분법에 대한 그의 주요 저서인 내셔널리즘의 이념을 출판했다. 콘은 서구 문명의 발전과 자유주의의 부상을 통해 내셔널리즘의 출현을 이해하고자 했다. 그는 또한 마르틴 부버의 전기를 출판했다. 1964년에 출판된 그의 자서전은 그의 시대와 개인적인 삶에 대한 성찰을 담고 있다.

## 주요 저작
- 동방 내셔널리즘의 역사, 1929
- 마르틴 부버, 1930.
- 근동의 내셔널리즘과 제국주의, 1932
- 소련의 내셔널리즘, 1932 [1966]
- 근동의 서구 문명, 1936
- 힘 또는 이성: 20세기의 쟁점들, 1938
- 내셔널리즘의 이념: 그 기원과 배경에 대한 연구, 1944
- 예언자와 민족: 19세기 내셔널리즘 연구, 1946.[9]
- 20세기: 서구 세계의 중간 점검, 1950
- 범슬라브주의: 그 역사와 이념, 1953
- 20세기 아프리카 내셔널리즘, 1953, 공동 저자
- 내셔널리즘과 자유: 스위스 사례, 조지 앨런 앤 언윈, 런던, 1956
- 미국 내셔널리즘: 해석적 에세이, 맥밀런, 뉴욕, 1957
- 자유주의 서구는 쇠퇴하고 있는가? 팔 몰 프레스, 1957[10]
- 시온과 유대인 민족 이념, 메노라, 1958, 63 p.
- 하인리히 하이네: 그 남자와 신화, 레오 바크 연구소, 뉴욕, 1959
- 독일인의 정신, 찰스 스크리브너의 아들들 1960, 하퍼 토치북스 1965
- 합스부르크 제국, 1804–1918, 1961
- 세계 혁명 속에서 살기: 역사와의 만남, 사이먼 앤 슈스터, 뉴욕, 1964
- 내셔널리즘: 그 의미와 역사, 1965, 재판/개정판, 1982[11]
- 유럽 세기의 역사, 1권: 절대주의와 민주주의 1814–1852, D. 반 노스트랜드, 프린스턴, 뉴저지, 1965
- 민족 국가 이전: 프랑스와 독일의 경험, 1789–1815 D. 반 노스트랜드, 1967

## 더 읽어보기
- Gordon, Adi. Towards Nationalism's End: An Intellectual Biography of Hans Kohn, Brandeis (2017).
- Gordon, Adi. "The Need for West: Hans Kohn and the North Atlantic Community." Journal of Contemporary History 46#1 (2011): 33–57.
- Klemperer, Klemens Von (1971). "Hans Kohn, 1891–1971". Central European History. 4 (2): 188–190.
- Kohn, Hans. Living in a World Revolution: My Encounters with History (1964), Autobiography, a primary source.
- Liebich, Andre. "Searching for the perfect nation: the itinerary of Hans Kohn (1891–1971)." Nations and Nationalism 12.4 (2006): 579–596.
- Maor, Zohar. "Hans Kohn and the Dialectics of Colonialism: Insights on Nationalism and Colonialism from Within". Leo Baeck Institute Yearbook 55 (1): 255–271. doi:10.1093/lbyb/ybq038.
- Wolf, Ken. "Hans Kohn's liberal nationalism: the historian as prophet." Journal of the History of Ideas 37, n. 4 (1976): 651–672. in JSTOR